# Pornographie MILF

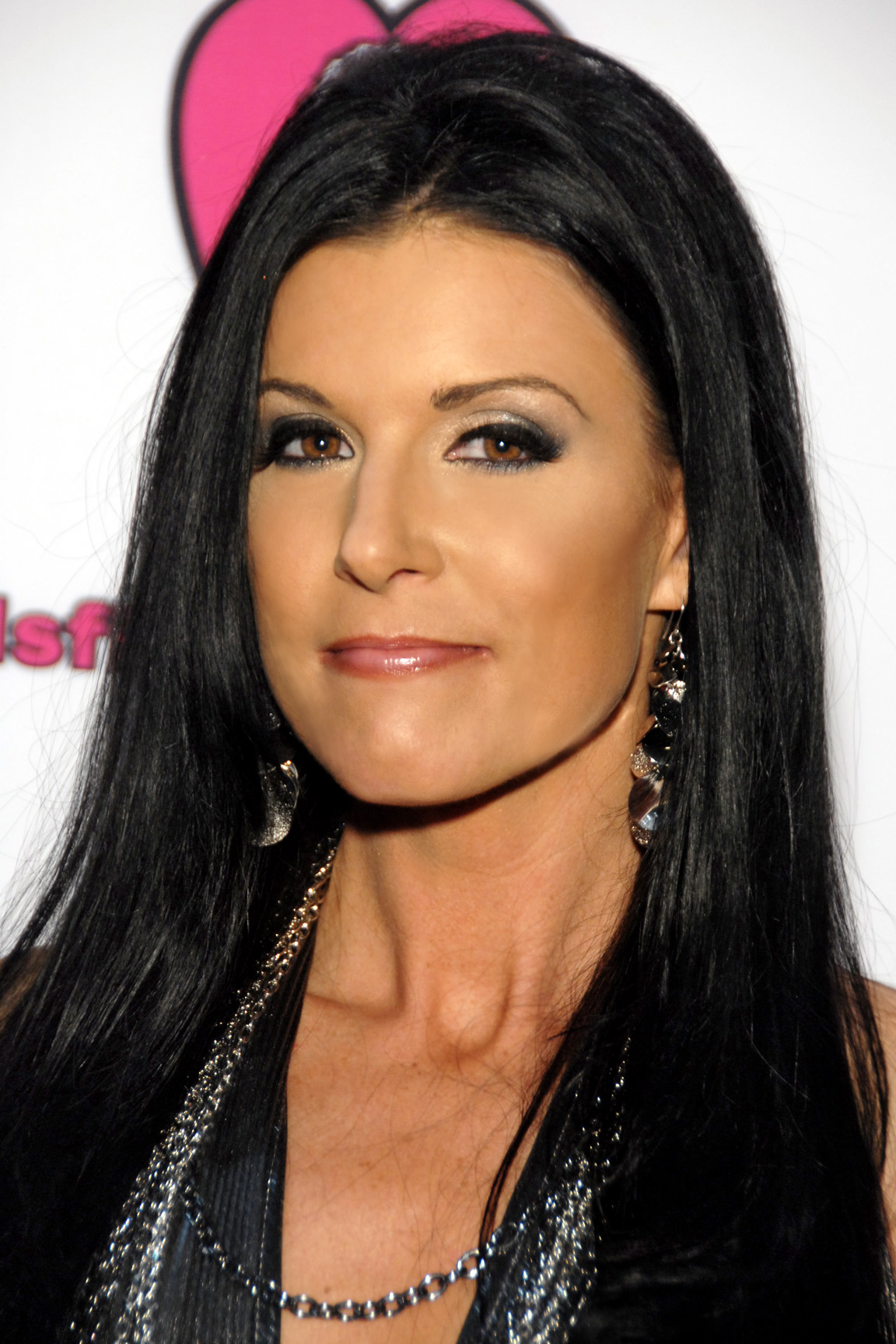
India Summer participant à l'AVN Expo à Las Vegas (États-Unis) le 6 janvier 2011.

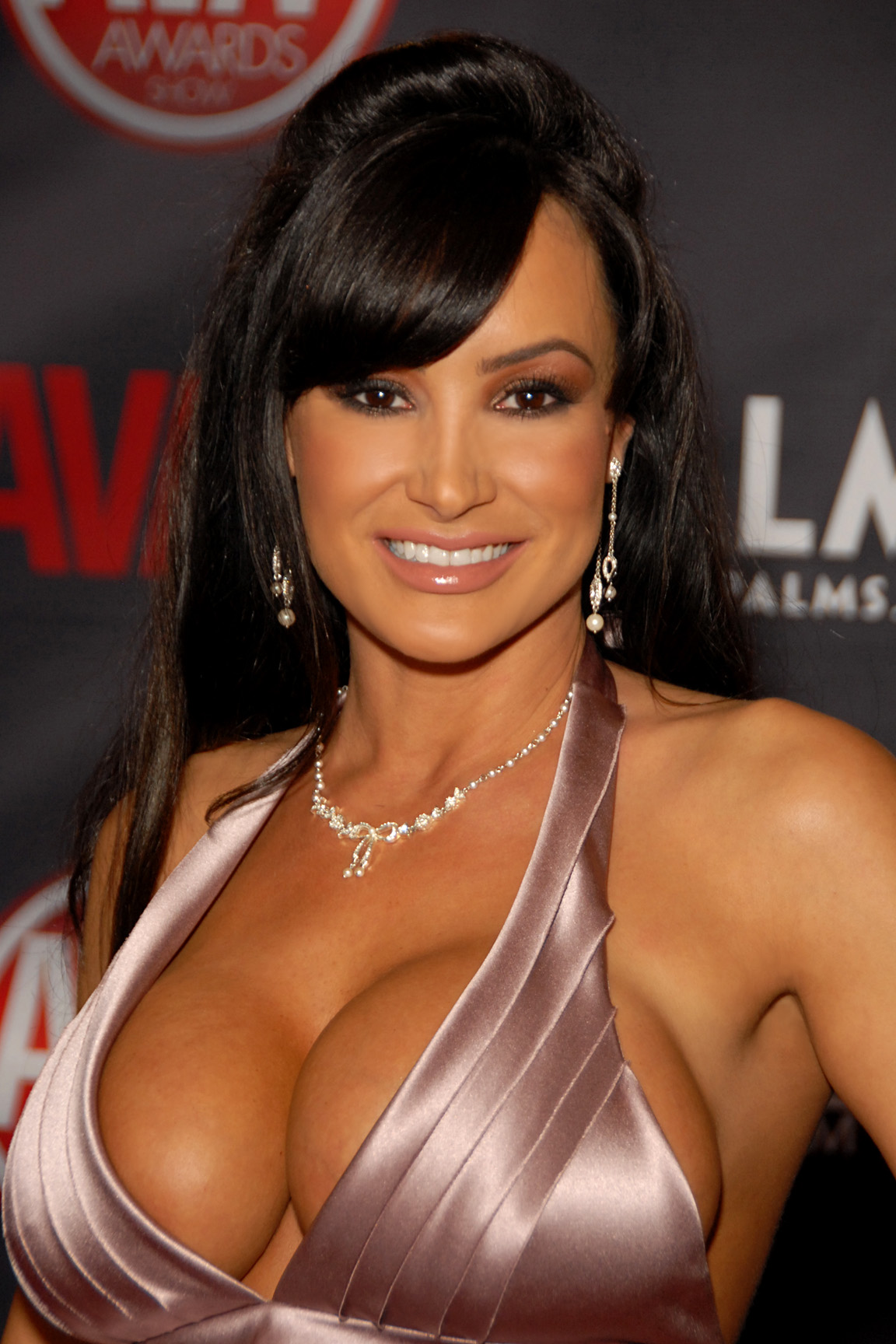
Lisa Ann assistant à l'AVN Awards au Palms casino-resort à Las Vegas (États-Unis) le 9 janvier 2010.

La pornographie MILF, pour Mother I'd Like/Love to Fuck (« Mère j'aimerai/j'adorerai baiser ») est un genre de pornographie dans lequel les actrices sont généralement des femmes âgées de 30 à 50 ans, bien que de nombreuses actrices aient commencé à participer à ce type de films pornographiques à l'âge de 25 ans. Au cœur du récit typique du genre MILF se trouve une dynamique de jeu entre des femmes âgées et des partenaires jeunes. Un terme connexe est « cougar ».

## Description
Les actrices du genre porno MILF ont leurs propres récompenses : le X-Rated Critics Organization décerne le  MILF of the Year Award (« récompense de la MILF de l'année »),, l'AVN décerne le MILF/Cougar Performer of the Year Award (« performance réalisée par une MILF/cougar de l'année ») et le Urban X Award décerne le Best MILF Performer (« meilleure performance d'une MILF »). Au Japon, le Adult Broadcasting Awards décerne un prix pour la meilleure actrice mûre.
Au Royaume-Uni, le terme yummy mummy (« maman délicieuse ») est utilisé au même titre que MILF. Le dictionnaire Oxford défini ce terme comme « une jeune mère attrayante et élégante ».

## Histoire
Le terme MILF est documenté pour la première fois dans les forums internet au cours des années 1990. La première référence en ligne connue est un article publié par Usenet de 1995 à propos d'une séance photo Playboy de MILF. Le terme est popularisé par le film American Pie de 1999 faisant référence au personnage de Jennifer Coolidge, qui interprète la maman de Stifler,.

## Actrices notables
| Actrice        | Récompense                                                                          | Date                 | Nomination | Victoire |
| -------------- | ----------------------------------------------------------------------------------- | -------------------- | ---------- | -------- |
| Brandi Love    | NightMoves Award, XBIZ Award                                                        | 2013 à 2018          | 9          | 2        |
| Francesca Le   | NightMoves, XRCO                                                                    | 2008 à 2018          | 19         | 2        |
| India Summer   | AVN, XRCO, XBIZ                                                                     | 2010 à 2018          | 17         | 6        |
| Julia Ann      | AVN, Nightmoves, XBIZ, XRCO                                                         | 2009 à 2015          |            | 8        |
| Kendra Lust    | AVN, XBIZ                                                                           | 2013 à 2016          | 4          | 2        |
| Lisa Ann       | AVN, Exxxotica (en), Fanny Award, F.A.M.E., Nightmoves, Urban X Awards, XBIZ, XFANZ | 2009 à 2014, et 2018 |            | 11       |
| Nina Hartley   | XBIZ                                                                                | 2013                 |            | 1        |
| Rayveness      | AVN, XRCO                                                                           | 2006 à 2011          | 4          |          |
| Tanya Tate     | AVN, Fanny, Nightmoves, XRCO, XBIZ, SHAFTA Awards (en)                              | 2010 à 2015          | 15         | 10       |
| Veronica Avluv | AVN, XBIZ, XRCO                                                                     | 2012 à 2015          | 9          | 1        |

## Voir également
- Différence d'âge
- Pornographie